# SELENE
För andra betydelser, se Selene (olika betydelser).
SELENE, Selenological and Engineering Explorer eller Kaguya, är en japansk rymdsond med mål att undersöka månen. Den sköts upp från Tanegashima Space Center den 14 september 2007.
Rymdsonden bar även med sig två mindre satelliter, kallade Okina och Ouna. Alla tre är namngivna efter figurer i Taketori monogatari.
Efter att ha kretsat runt månen i ett år och åtta månader kraschlandades sonden på månytan den 10 juni 2009, klockan 18:25 (UTC).

### Fotnoter
1. ↑  ”NASA Space Science Data Coordinated Archive” (på engelska). NASA. https://nssdc.gsfc.nasa.gov/nmc/spacecraft/display.action?id=2007-039A. Läst 7 april 2020.
2. ↑  ”KAGUYA Lunar Impact”. JAXA. http://www.kaguya.jaxa.jp/en/communication/KAGUYA_Lunar_Impact_e.htm. Läst 11 juni 2009.